# 정평중학교
정평중학교(亭坪中學校)는 대한민국 경기도 용인시 수지구 풍덕천동에 있는 공립 중학교이다.

## 학교 연혁
- 2000년 1월 17일 : 정평중학교 설치 (30학급)
- 2000년 3월 1일 : 초대 한정수 교장 취임
- 2000년 3월 8일 : 제1회 입학식 (3학급)
- 2017년 2월 13일 : 제18회 졸업식(졸업생 323명) 총 7,159명 졸업
- 2022년 3월 1일 : 제8대 오숙의 교장 취임
- 2024년 1월 5일 : 제24회 졸업식 (352명)
- 2024년 3월 4일 : 제25회 입학식 (355명)
- 2025년 1월 10일: 제 25회 졸업식 (381명)

## 참고 자료
- 정평중학교 - 한국교육학술정보원 학교알리미